# Polina Jorosheva
Polina Jórosheva –en ruso, Полина Хорошева– (Kalíninets, 19 de marzo de 1992) es una deportista rusa que compite en tiro, en la modalidad de rifle.
En los Juegos Europeos de Minsk 2019 consiguió dos medallas de bronce, en rifle en tres posiciones 50 m y rifle en posición tendida 50 m mixto. Ganó una medalla de plata en el Campeonato Europeo de Tiro de 2019, en la prueba de rifle 50 m mixto.

## Palmarés internacional
| Juegos Europeos    | Juegos Europeos     | Juegos Europeos   | Juegos Europeos               |
| Año                | Lugar               | Medalla           | Prueba                        |
| ------------------ | ------------------- | ----------------- | ----------------------------- |
| 2019               | Minsk (Bielorrusia) | Medalla de bronce | Rifle 3 posiciones 50 m       |
| 2019               | Minsk (Bielorrusia) | Medalla de bronce | Rifle pos. tendida 50 m mixto |
| Campeonato Europeo |                     |                   |                               |
| Año                | Lugar               | Medalla           | Prueba                        |
| 2019               | Lonato (Italia)     | Medalla de plata  | Rifle 50 m mixto              |